# Sary-Tasch
Sary-Tasch (kirgisisch Сары-Таш) ist ein Dorf mit 1427 Einwohnern (Stand 2009) im Rajon Alai im Oblus Osch im äußersten Süden der Republik Kirgisistan in Zentralasien. 
Der Ortsname bedeutet „Gelber Stein“. Der Ort wurde 1950 gegründet und ist als Knotenpunkt mehrerer wichtiger Straßen im Pamir und als Stützpunkt für die Instandhaltung und Freihaltung dieser Straßen von Bedeutung. Bei gutem Wetter hat man eine großartige Sicht nach Süden auf die etwa 45 bis 60 km entfernten, gewaltigen Berge des Pamir. Die höchsten von Sary-Tasch aus zu sehenden Berge sind der 7134 m hohe, 53 km entfernte Pik Lenin sowie der der 6842 m hohe, 55 km entfernte Pik Marschall Schukow.
Bis 2012 war Sary-Tasch eine Siedlung städtischen Typs.

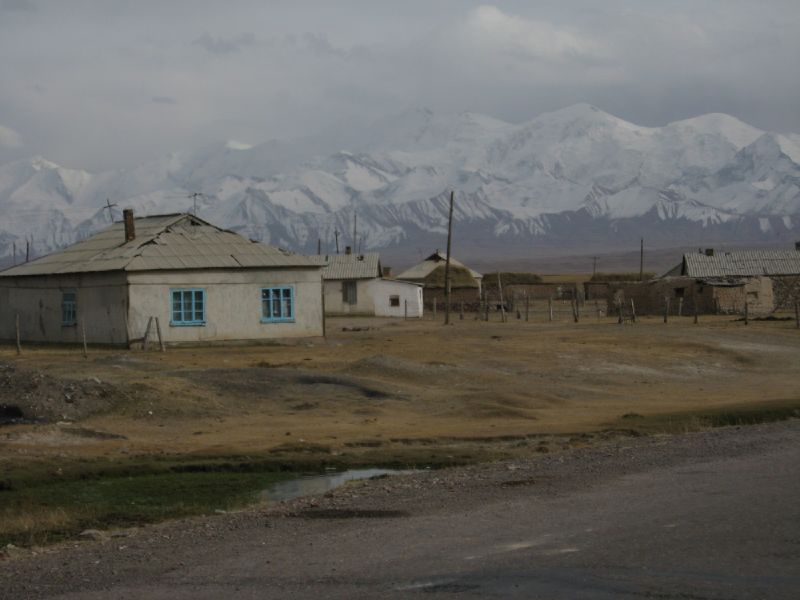
Sary-Tasch mit dem Pik Turk Wo (6216 m, zweiter von rechts)

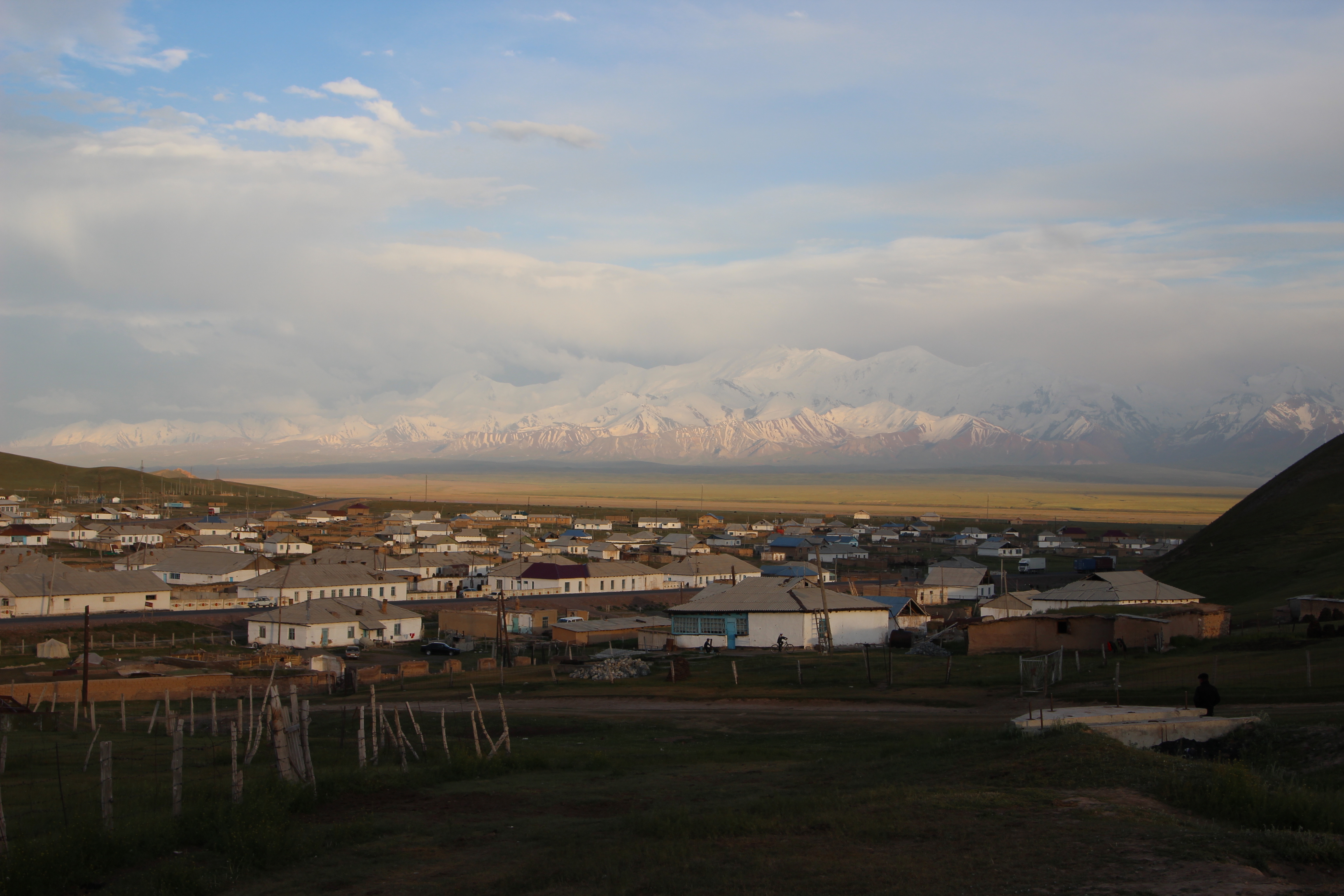
Sary-Tasch; im Hintergrund die Alai-Kette

## Lage
Sary-Tasch liegt auf 3170 m Höhe im Osten des Alaitals zwischen dem Alaigebirge und dem Transalaigebirge des Pamir am Oberlauf des Kysylsuu und am 1932 fertiggestellten Teilstück des Pamir Highways von Osch im Ferghanatal nach Chorugh in Tadschikistan. Die Siedlung entstand, um die bei den äußerst schwierigen klimatischen Bedingungen (u. a. die große Höhe, sehr kalte Winter, viel Schneefall, Lawinen) laufend erforderliche Straßenwartung zu sichern und Fahrzeuge zu warten und betanken. Im Ort befinden sich heute eine Tankstelle, einige kleine Restaurants und ein paar einfache Herbergen. Außerdem ist der Ort Garnison kirgisischer Grenztruppen, die einen Abschnitt der Grenze mit Tadschikistan überwachen, über den Drogen von Süden eingeschmuggelt werden, um dann weiter nach Russland und Europa zu gelangen. In der Nähe befinden sich alte sowjetische Radarschirme.

## Verkehr
Der Pamir Highway (M 41) überquert etwa 10 km nördlich von Sary-Tasch in spektakulären Windungen den 3615 m hohen Taldyk-Pass im Alaigebirge und durchquert dann Sarytasch und überquert den Fluss Kysylsuu in allgemein nord-südlicher Richtung. Etwa 50 km südlich von Sary-Tasch überquert der hier kaum benutzte Pamir Highway den 4250 m hohen Kysyl-Art-Pass über das Transalaigebirge an der Grenze mit Tadschikistan.
In Sary-Tasch zweigt die heute gut ausgebaute Straße A 371, das östliche Ende der Europastraße 60, vom Pamir Highway nach Osten ab und erreicht nach Überqueren des 3723 m hohen Irkeschtam-Passes bei Irkeschtam 78 km östlich von Sary-Tasch die Grenze zum autonomen Gebiet Xinjiang in Volksrepublik China.
Rund 2,5 km südwestlich von Sary-Tasch zweigt die Straße A 372 nach Westen, immer dem Kysylsuu folgend, in den Rajon Tschong-Alai im westlichen Alaital ab. Der Pass an ihrem westlichen Ende an der Grenze zu Tadschikistan ist für Ausländer nicht geöffnet.